# Cicely Thompson
Cicely Thompson (9 de junio de 1919-3 de febrero de 2008) fue ingeniera nuclear británica.

## Biografía
Nació como Jane Cecily Thompson el 9 de junio de 1919 en Great Ouseburn, Inglaterra, siendo sus padres James Osbert Thompson y Jane Harrision Highmoor. Su padre era arquitecto-topógrafo.

## Educación
Thompson estudió matemáticas en Girton College, Cambridge. Se dedicó a la ingeniería práctica cuando se unió al Servicio de Electricidad de Leicester, comenzando una carrera en el diseño y desarrollo de centrales eléctricas.

## Carrera profesional
En 1956, Thompson se unió al Grupo John Thompson de Associated Electrical Industries (AEIJTG) y era la única mujer en los equipos que diseñaron dos centrales nucleares para la Central Electricity Authority, entre las cuales la central de Hinckley Point B y más tarde la central eléctrica de Dungeness.
En 1958, se unió a la Institution of Electrical Engineers y se convirtió en miembro en 1986.
En 1980, trabajó como ingeniera de proyectos en Nuclear Power Co (Risley). Recibió un MBE en 1980 por su trabajo en la industria nuclear.

## Apoyando a las mujeres en la ingeniería
Thompson se unió a la Women's Engineering Society (WES) en 1947. En 1972, Thompson realizó una gira por Gran Bretaña dando conferencias "Verena Holmes", diseñadas para alentar a más chicas a estudiar ingeniería.
Entre 1977 y 1981, Thompson fue miembro del comité de la rama de Manchester de la Women's Engineering Society. Fue elegida presidenta de WES en 1963 y 1965, sucediendo a Isabel Hardwich en el cargo en 1963. Thompson no pudo cumplir los dos años completos en el cargo debido a su trabajo en Italia, y fue reemplazada por Dorothy Cridlan, pero reasumió la presidencia en 1965.
Habló en la primera Conferencia Internacional de Mujeres Ingenieras y Científicas (ICWES) en Nueva York en un panel en el que también participaba el ingeniero de telecomunicaciones australiano Olwen Wooster y asistió a la segunda conferencia de ICWES en Cambridge en 1967, donde, entre otras cosas, el ingeniero indio KK Khubchandani le enseñó cómo llevar un sari a ella y a las ingenieras y miembros de WES Rose Winslade, Hettie Bussell y las delegadas estadounidenses Louise Davies y Betty Lou Bailey.
En 1989 publicó una historia de la Women's Engineering Society y en 1990 recibió la medalla Isabel Hardwich.
También fue elegida miembro de la Society of Women Engineers.
Cicely Thompson murió el 3 de febrero de 2008 y dejó un legado a WES.